# Paralaevicephalus nigrifemoratus
Paralaevicephalus nigrifemoratus är en insektsart som beskrevs av Matsumura 1902. Paralaevicephalus nigrifemoratus ingår i släktet Paralaevicephalus och familjen dvärgstritar. Inga underarter finns listade i Catalogue of Life.